# River Blackwater
River Blackwater är ett vattendrag i Storbritannien. Det ligger i riksdelen England, i den sydöstra delen av landet, 70 km öster om huvudstaden London.